# Karavádos (Céphalonie)
Karavádos, en grec moderne : Καραβάδος, est un village sur l'île de Céphalonie, en Grèce.
Selon le recensement de 2011, la population de Karavádos compte 299 habitants.